# کار نمایشی (فیلم)
کار نمایشی یا بدل کار (انگلیسی: Stunts) یک فیلم سینمایی آمریکایی محصول سال ۱۹۷۷ میلادی به کارگردانی مارک ال. لستر با بازی رابرت فورستر است.

## داستان
هنگامی که بدلکاری در حین مشارکت در ساخت فیلمی کشته می‌شود برادرش جای او را می‌گیرد تا متوجه شود که چه چیزی واقعاً رخ داده است.